# Nodozana heieroglyphica
Nodozana heieroglyphica är en fjärilsart som beskrevs av Rothschild 1913. Nodozana heieroglyphica ingår i släktet Nodozana och familjen björnspinnare. Inga underarter finns listade i Catalogue of Life.